# ヘルメスの悪戯
『ヘルメスの悪戯 〜God of Economy〜』（ヘルメスのいたずら）は、テレビ東京系で放送されていた不定期バラエティ特別番組である。

## 番組概要
前代未聞の“経済エンターテイメント番組”と銘を打ち、理不尽な点を追求する。大橋未歩のコスプレも見所のひとつ。

## 出演者

### 司会
- 鳥越俊太郎
- 劇団ひとり
- 大橋未歩（テレビ東京アナウンサー）

### パネラー
- 小山慶一郎（NEWS）

### 解説
- 大浜平太郎（『FINE!』キャスター）

### ゲスト
第1弾
- 山田五郎

第2弾
- 松居一代
- 東原亜希
- 江川達也

第3弾
- 麻木久仁子

### ナレーター
- 窪田等

## スタッフ
- 構成：佐藤公彦、岩佐真吾、川上テッペイ、ヒロハラノブヒコ
- リサーチ：石井千鶴、山口真知子、角田さち代
- TD：近藤剛史
- CAM：野瀬一成
- VE：北村宏一
- MIX：田中英治
- LD：高柴圭一
- 美術：宇都木民雄
- デザイン：宇野純一、三重野基
- 美術進行：森本士朗
- 絵：森村泰久
- タイトル：ライトパブリシティ
- EED：小宮純一
- 音効：岩下康洋
- MA：樽川由佳里
- TK：山口佳奈絵
- 編成：今井豪（テレビ東京）
- 番宣：大橋朋子（テレビ東京）
- デスク：鈴木夏枝（テレビ東京）
- サイト制作：吉澤有、鈴木哲仁、テレビ東京ブロードバンド
- 取材：鈴木嘉人、工藤仁巳、柳川邦生、小林洋達、報道局経済ニュースセンター、報道局国際部
- プロデューサー：塩原幸雄（テレビ東京）、尾崎正浩、長谷川勉、齋藤智礼
- プロデューサー・演出：井上雅晴（テレビ東京）
- チーフプロデューサー：深谷守（テレビ東京）
- 技術協力：テクノマックス、麻布プラザ
- 美術・照明協力：テレビ東京アート
- 制作協力：いまじん、マイプラン、ダイナマイトレボリューションカンパニー
- 製作著作：テレビ東京

## 放送日
- 第1弾：2006年9月27日水曜日22:00～23:00
- 第2弾：2007年3月14日水曜日22:00～23:24
- 第3弾：2008年1月16日水曜日22:00～23:18